# 1877
1877 (MDCCCLXXVII) var ett normalår som började en måndag i den gregorianska kalendern och ett normalår som började en lördag i den julianska kalendern.

## Händelser

### Januari
- 30 januari – Denna dag startar Satsumaupproret efter en väpnad konflikt mellan Saigōs samurajer och den japanska regeringen.

### Mars
- 4 mars
  - Rutherford B. Hayes påbörjar sin ämbetstid som USA:s president, och efterträder därmed Ulysses S. Grant .
  - Den republikanske kongressmannen William Wheeler från New York blir USA:s nye vicepresident .

### April

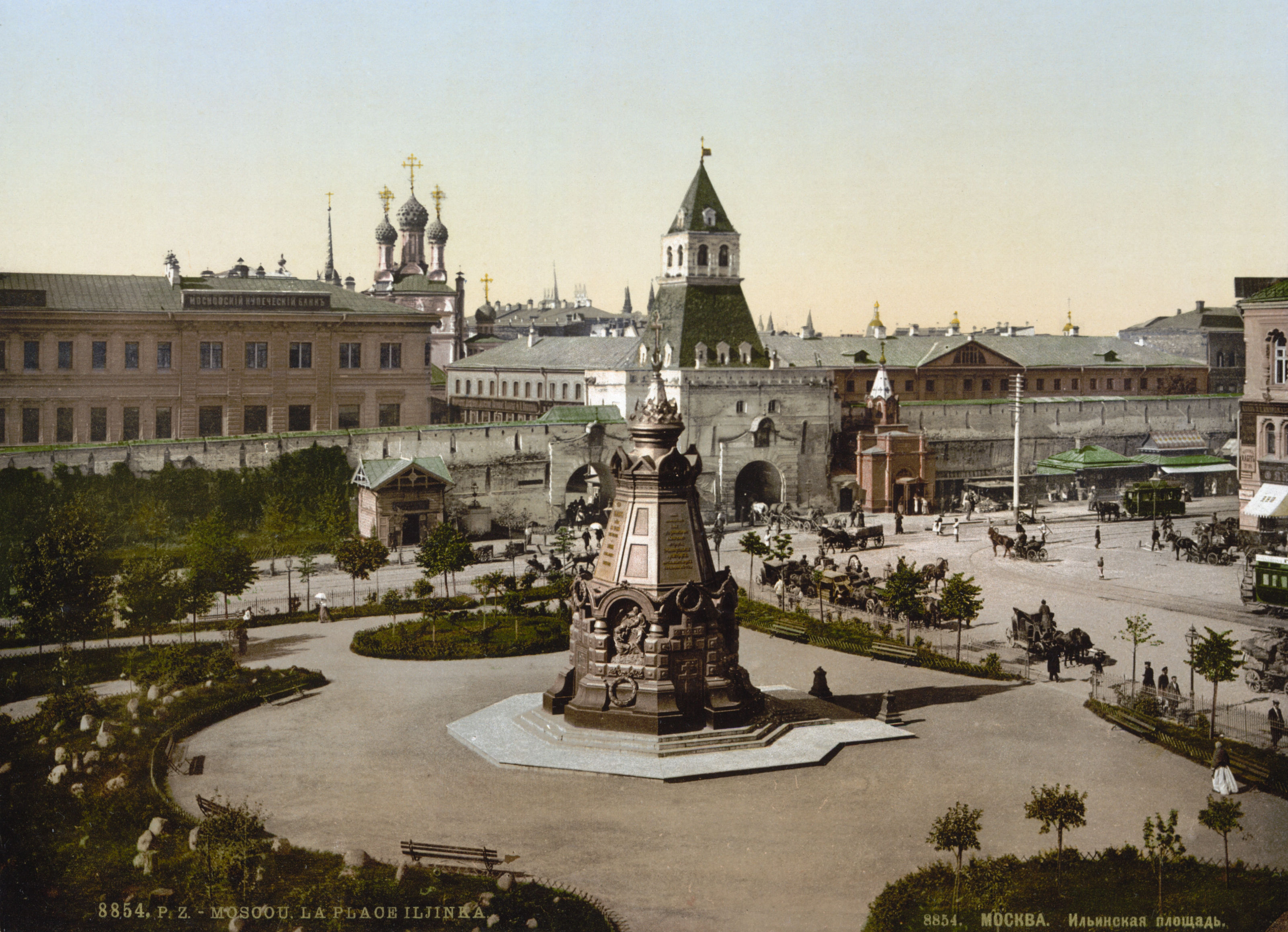
Krig: Ryssland mot osmanska riket.

- 24 april – Det rysk-turkiska kriget 1877–1878 bryter ut, då Ryssland förklarar krig mot det osmanska riket.

### Juli

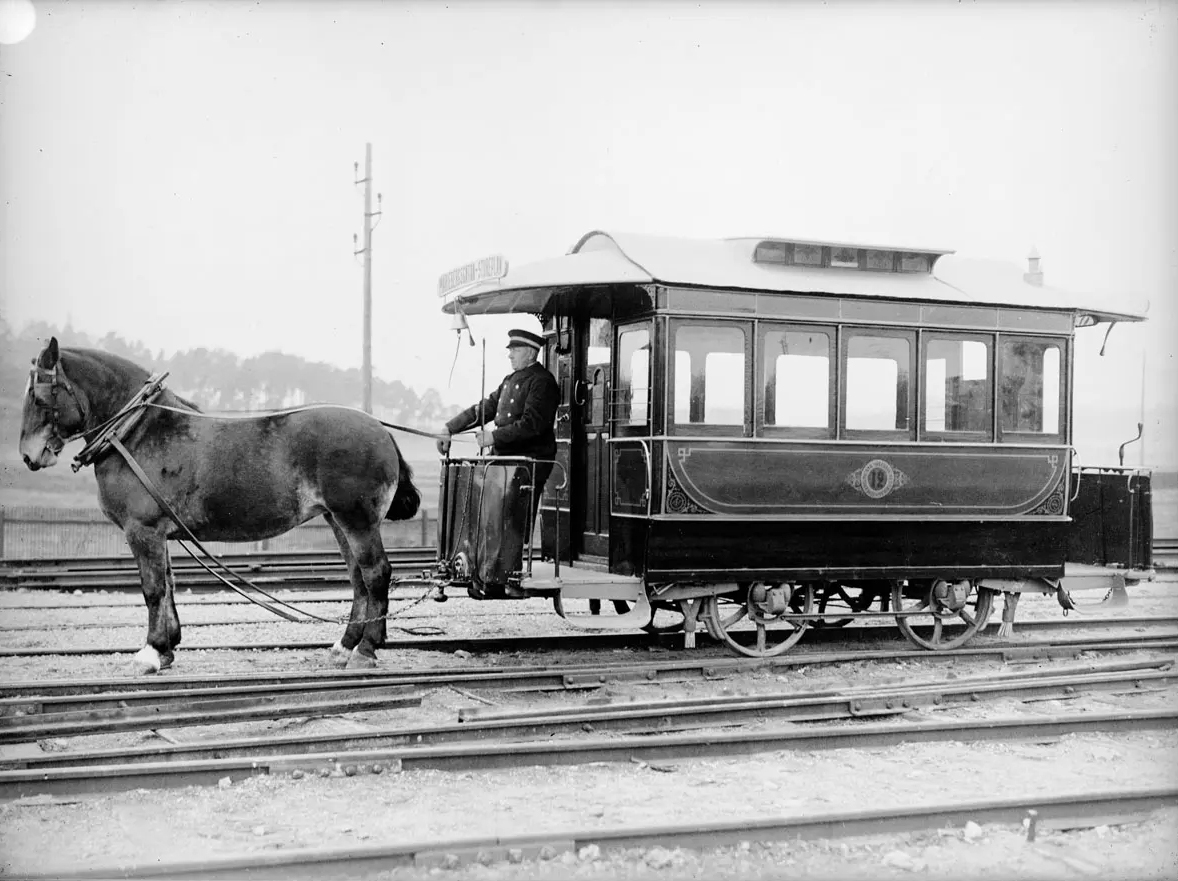
Hästspårvagnar i Stockholm.

- 10 juli – Sveriges första hästspårvägslinje öppnas i Stockholm.[1]

### Augusti
- 10 augusti – Offentliga avrättningar förbjuds i Sverige.[2]
- 21–22 augusti – I Stockholm demonstreras telefonen för första gången i Sverige.[3]

### September
- 6 september – Viktor Rydbergs Kantat framförs vid Uppsala universitets 400-årsjubileum.
- 11 september – I Sverige införs statsbidrag till kommunerna att ordna med fortsättningsskolverksamhet.[4]
- 24 september – Satsumaupproret upphör.

### Oktober
- Oktober – Det första brännvinskriget utbryter i Stockholm mellan Brännvinskungen L.O. Smith och Utskänkningsbolaget och varar till 1879. Smith försöker nämligen få monopol på svensk tillverkning av finkelfritt brännvin, vilket bolaget motsäger sig.

### November
- 2 november – Det svenska Sundhetskollegium ombildas till Medicinalstyrelsen.[5]

### December
- 8 december – Det första testnumret av Dimmalætting (Färöarnas första tidning) utkommer.

### Okänt datum
- Helga de la Brache-affären avslöjas.
- Gustaf de Laval tillverkar en handdriven separator för mjölk.
- Det statliga svenska Telegrafverket presenterar telefonen för Sveriges regering och framhåller då nackdelen, att telefonen inte kan producera skrivna meddelanden.
- Det manuella påfyllandet av askarna ersätts av automatisk askpåfyllning vid Jönköpings Tändsticksfabrik.
- Uppfinnaren Alfred Nobel förbättrar sin uppfinning dynamiten.
- Den italienska frimurarlogen Propaganda Due, P2, grundas i Rom.
- Anglo-Egyptian Slave Trade Convention förbjuder den sudanesiska slavhandeln till Egypten.

## Födda

### Första kvartalet

#### Januari
- 3 januari – Josephine Hull, amerikansk skådespelare. (död 1957)
- 11 januari – Oskar Andersson, svensk skämt- och serietecknare. (död 1906)
- 16 januari – Andrew W. Hockenhull, amerikansk demokratisk politiker, New Mexicos 10:e guvernör 1933–1935. (död 1974)
- 22 januari
  - Luigi Antonelli, italiensk dramatiker. (död 1942)
  - Hjalmar Schacht, tysk politiker, riksbankschef. (död 1970)

#### Februari
- 17 februari – André Maginot, fransk politiker. (död 1932)

#### Mars
- 12 mars – Wilhelm Frick, tysk nazistisk politiker. (död 1946)
- 15 mars – Axel Frische, dansk teaterledare och dramatiker. (död 1956)
- 18 mars – Edgar Cayce, amerikansk mystiker. (död 1945)
- 19 mars – Ivar Nilsson, svensk skådespelare. (död 1929)

### Andra kvartalet

#### April
- 3 april – Karl C. Schuyler, amerikansk republikansk politiker, senator 1932–1933. (död 1933)
- 9 april – Jonas Hesselman, svensk civilingenjör och konstruktör. (död 1957)

#### Maj
- 25 maj – Hasse Zetterström, Hasse Z, svensk författare, humorist. (död 1946)
- 26 maj – Isadora Duncan, amerikansk dansös. (död 1927)

#### Juni
- 3 juni – Raoul Dufy, fransk målare. (död 1953)

### Tredje kvartalet

#### Juli
- 2 juli – William Comstock, amerikansk demokratisk politiker, guvernör i Michigan 1933–1935. (död 1949)
- 12 juli – Arthur Hyde, amerikansk republikansk politiker, USA:s jordbruksminister 1929–1933. (död 1947)
- 28 juli – Gösta Hillberg, svensk skådespelare. (död 1958)

#### Augusti
- 2 augusti – Albert Ståhl, svensk skådespelare. (död 1955)
- 6 augusti – Wallace H. White, amerikansk republikansk politiker. (död 1952)
- 20 augusti – Ned Maddrell, den siste modersmålstalaren av manx. (död 1974)
- 23 augusti – Henning Liljegren, svensk filmproducent och biografägare. (död 1938)
- 25 augusti – Svea Textorius, svensk skådespelare och sångare. (död 1926)

#### September
- 1 september – Rex Beach, amerikansk författare och vattenpolospelare. (död 1949)
- 5 september – Maja Sandler, svensk humanitär aktivist. (död 1971)
- 11 september – Felix Dzerzjinskij, sovjetisk politiker. (död 1926)

### Fjärde kvartalet

#### Oktober
- 13 oktober – Theodore G. Bilbo, amerikansk politiker, senator 1935–1947. (död 1947)
- 19 oktober – Olof Thörnell, Sveriges första överbefälhavare. (död 1977)
- 31 oktober – Josiah O. Wolcott, amerikansk demokratisk politiker och jurist, senator 1917–1921. (död 1938)

#### November
- 12 november – Warren Austin, amerikansk politiker och diplomat, senator 1931–1946, FN-ambassadör 1946–1953. (död 1962)

#### December
- 6 december – Paul Bonatz, tysk arkitekt. (död 1956)
- 11 december – Clyde R. Hoey, amerikansk demokratisk politiker, senator 1945–1954. (död 1954)
- 15 december – Georg af Klercker, svensk skådespelare, manusförfattare och regissör. (död 1951)
- 30 december – Nils Arehn, svensk skådespelare. (död 1928)

## Avlidna

### Första kvartalet

#### Januari

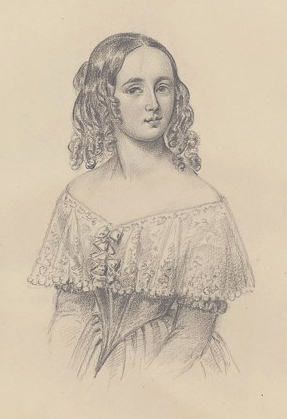
Den svenska sopranen Julie Berwald avled den 1 januari, 54 år gammal.

- Den svenska sopranen Julie Berwald avled den 1 januari, 54 år gammal.1 januari – Julie Berwald, 54, svensk operasångare.
- 3 januari – Henry Monnier, 77, fransk författare.
- 4 januari – Cornelius Vanderbilt, 82, amerikansk affärsman.
- 5 januari
  - Hermann Brockhaus, 70, tysk orientalist.
  - Giuseppe Fanelli, 49, italiensk anarkist.
- 12 januari – Wilhelm Hofmeister, 52, tysk botaniker.
- 15 januari – Ether Shepley, 87, amerikansk politiker, senator 1833–1836.
- 17 januari – John Pettit, 69, amerikansk politiker, senator 1853–1855.
- 18 januari – Marie av Sachsen-Weimar, 68, tysk prinsessa.
- 21 januari – Titus Tobler, 70, schweizisk läkare.
- 24 januari
  - Gustaf Janzon, 63, svensk präst och författare.
  - Johann Christian Poggendorff, 80, tysk fysiker.
- 25 januari – Ville Engström, 46, svensk konstnär.
- 26 januari – Daniel Haines, 76, amerikansk politiker, guvernör i New Jersey 1843–1845 och 1848–1851.

#### Februari
- 5 februari – C.V.A. Strandberg, 59, svensk tidningsman och lyriker.
- 27 februari – Joseph Johnson, 91, amerikansk politiker, guvernör i Virginia 1852–1855.

#### Mars
- 1 mars – Jack "Crooked Nose" McCall, amerikansk revolverman, Wild Bill Hickoks mördare (avrättad).
- 6 mars
  - Joseph Autran, 63, fransk poet.
  - Johann Jacoby, 71, tysk politiker.
- 11 mars – Ferdinand von Quast, 69, tysk arkitekt och konstskriftställare.
- 25 mars – Caroline Chisholm, 68, australisk filantrop och politisk aktivist.

### Andra kvartalet

#### April
- 7 april – Amos Nourse, 82, amerikansk republikansk politiker och professor.
- 8 april – Philippe-Auguste Jeanron, 68, fransk konstnär.

#### Maj
- 6 maj – Johan Ludvig Runeberg, 73, Finlands nationalskald.
- 9 maj – Elena Asachi, 87, österrikiskfödd rumänsk pianist.

#### Juni
- 1 juni – Jens Andersen Hansen, 71, dansk politiker.
- 14 juni – Henry James, 74, brittisk geodet.
- 17 juni – John Stevens Cabot Abbott, 71, amerikansk präst, historiker och pedagogisk skriftställare.

### Tredje kvartalet

#### Juli
- 12 juli – Georg Adolf Erman, 71, tysk fysiker och geolog.
- 14 juli – Moritz August von Bethmann-Hollweg, 82, tysk jurist och politiker.

#### Augusti
- 5 augusti – Gustav av Wasa, 77, svensk prins, son till Gustav IV Adolf och Fredrika av Baden.
- 30 augusti – Wilson Shannon, 75, amerikansk demokratisk politiker.

#### September
- 3 september – Adolphe Thiers, 80, fransk historiker, statsman och politiker, chef för verkställande makten i Frankrike (Frankrikes statschef) 1871 och Frankrikes president 1871–1873.
- 5 september – Crazy Horse, siouxledare.
- 17 september – Henry Fox Talbot, 77, brittisk uppfinnare på fotografins område.
- 20 september – Lewis V. Bogy, 64, amerikansk demokratisk politiker, senator 1873–1877.
- 23 september – Urbain Le Verrier, 66, fransk astronom.
- 24 september – Saigō Takamori, 49, japansk militär och samuraj.

### Fjärde kvartalet

#### Oktober
- 10 oktober – Peter Wieselgren, 77, svensk präst, nykterhetsförkämpe, litteratur- och kulturhistoriker.
- 29 oktober – Nathan Bedford Forrest, 56, konfedererad amerikansk general; föregångsman inom gerillakrigföring, grundare av och förste ledare (Grand Wizard) för Ku Klux Klan.

#### November
- 1 november – Oliver Hazard Perry Morton, 54, amerikansk republikansk politiker, senator 1867–1877.

#### December
- 30 december – Giuseppe Mengoni, 48, italiensk arkitekt och ingenjör.
- 31 december – Gustave Courbet, 58, fransk målare, ledande inom den franska realismen.

### Fotnoter
1. ↑  ”Svenska Spårvägssällskapet”. Arkiverad från originalet den 22 augusti 2010. https://web.archive.org/web/20100822212900/http://www.sparvagssallskapet.se/typer/bolag.php?bolag=sns. Läst 12 februari 2011.
2. ↑  Lagar och förordningar – Brott och straff
3. ↑  Hakon Brunius
4. ↑  Svensk Läraretidning 1929
5. ↑  Berättelser ur svenska historien